# جيمس د. بروبيكر
جيمس د. بروبيكر (بالإنجليزية: James D. Brubaker)‏ هو منتج أفلام أمريكي، ولد في 30 مارس 1937 في هوليوود في الولايات المتحدة.

## وصلات خارجية
- جيمس د. بروبيكر على موقع IMDb (الإنجليزية)
- جيمس د. بروبيكر على موقع قاعدة بيانات الفيلم (الإنجليزية)